# Monographie de la Famille des Cactées
Monographie de la Famille des Cactées, (abreviado Monogr. Cact.), es un libro con ilustraciones y descripciones botánicas que fue escrito por el botánico y horticultor francés; J. Labouret y publicado en el año 1853.